# Film in 1924
Dit artikel gaat over de film in het jaar 1924.

## Gebeurtenissen
- Metro-Goldwyn-Mayer overweegt om de stomme film The Wizard of Oz te maken. Het lukte MGM niet om in overeenstemming te komen met L. Frank Baum.

## Succesvolste films
| Plaats | Titel               | Studio         | Opbrengst      | Opbrengst | Opbrengst           | Opbrengst |
| Plaats | Titel               | Studio         | Internationaal | VS/Canada | Verenigd Koninkrijk | Australië |
| ------ | ------------------- | -------------- | -------------- | --------- | ------------------- | --------- |
| 1.     | The Thief of Bagdad | United Artists |                |           |                     |           |

## Lijst van films
- Aelita
- America
- Amsterdam bij nacht
- Ballet mécanique
- A Boy of Flanders
- Broadway After Dark
- Changing Husbands
- The Chechahcos
- Cirque hollandais (aka Het Hollandse Circus)
- Dante's Inferno
- Daughters of Today
- Dorothy Vernon of Haddon Hall
- The Fast Set
- Forbidden Paradise
- Girl Shy
- The Goldfish
- Gösta Berlings Saga
- Greed
- He Who Gets Slapped
- The Hill Billy
- His Hour
- Hot Water
- Idle Tongues
- L'inhumaine
- The Iron Horse
- Isn't Life Wonderful
- Janice Meredith
- Kee en Janus naar Parijs
- The Last of the Duanes
- Legend of Hollywood
- Der letzte Mann
- The Marriage Circle
- Mikaël
- Monsieur Beaucaire
- Mooi Juultje van Volendam
- The Navigator
- Die Nibelungen: Kriemhilds Rache
- Die Nibelungen: Siegfried
- Op hoop van zegen
- Orlacs Hände
- Peter Pan
- President Coolidge, Taken on the White House Ground
- Der Rächer von Davos
- Sandra
- Secrets
- The Sea Hawk
- Sherlock Jr.
- The Shooting of Dan McGrew
- Die Sklavenkönigin
- So Big
- A Society Scandal
- Sunlight of Paris
- Symphonie Diagonale
- The Thief of Bagdad
- Those Who Dance
- Three Weeks
- Thy Name Is Woman
- Triumph
- Das Wachsfigurenkabinett
- Wanderer of the Wasteland
- Wine of Youth
- The Wolf Man
- The Working Man (aka Twenty Dollars a Week)
- Yolanda

## Geboren
| Datum                 | Naam                 | Beroep                  |
| --------------------- | -------------------- | ----------------------- |
| 16 januari († 2002)   | Katy Jurado          | Actrice                 |
| 21 januari († 1994)   | Telly Savalas        | Acteur                  |
| 19 februari († 1987)  | Lee Marvin           | Acteur                  |
| 3 april († 2004)      | Marlon Brando        | Acteur                  |
| 13 april († 2019)     | Stanley Donen        | Regisseur / Choreograaf |
| 20 april († 2008)     | Nina Foch            | Actrice                 |
| 25 juni († 2011)      | Sidney Lumet         | Regisseur               |
| 4 juli                | Eva Marie Saint      | Actrice                 |
| 21 juli († 2006)      | Don Knotts           | Acteur                  |
| 16 september († 2014) | Lauren Bacall        | Actrice                 |
| 28 september († 1996) | Marcello Mastroianni | Acteur                  |
| 30 september († 1984) | Truman Capote        | Scenarioschrijver       |
| 22 november († 1987)  | Geraldine Page       | Actrice                 |
| 25 december († 1975)  | Rod Serling          | Scriptschrijver         |

1870-1879 · 1880-1889 · 1890 · 1891 · 1892 · 1893 · 1894 · 1895 · 1896 · 1897 · 1898 · 1899 · 1900 · 1901 · 1902 · 1903 · 1904 · 1905 · 1906 · 1907 · 1908 · 1909 · 1910 · 1911 · 1912 · 1913 · 1914 · 1915 · 1916 · 1917 · 1918 · 1919 · 1920 · 1921 · 1922 · 1923 · 1924 · 1925 · 1926 · 1927 · 1928 · 1929 · 1930 · 1931 · 1932 · 1933 · 1934 · 1935 · 1936 · 1937 · 1938 · 1939 · 1940 · 1941 · 1942 · 1943 · 1944 · 1945 · 1946 · 1947 · 1948 · 1949 · 1950 · 1951 · 1952 · 1953 · 1954 · 1955 · 1956 · 1957 · 1958 · 1959 · 1960 · 1961 · 1962 · 1963 · 1964 · 1965 · 1966 · 1967 · 1968 · 1969 · 1970 · 1971 · 1972 · 1973 · 1974 · 1975 · 1976 · 1977 · 1978 · 1979 · 1980 · 1981 · 1982 · 1983 · 1984 · 1985 · 1986 · 1987 · 1988 · 1989 · 1990 · 1991 · 1992 · 1993 · 1994 · 1995 · 1996 · 1997 · 1998 · 1999 · 2000 · 2001 · 2002 · 2003 · 2004 · 2005 · 2006 · 2007 · 2008 · 2009 · 2010 · 2011 · 2012 · 2013 · 2014 · 2015 · 2016 · 2017 · 2018 · 2019 · 2020 · 2021 · 2022 · 2023 · 2024 · 2025